# Objecte BL Lac

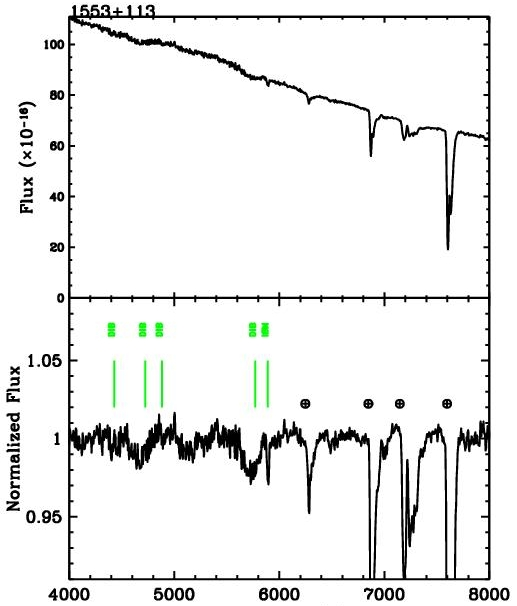
Espectre òptic de l'objecte BL Lac PG 1553+11.

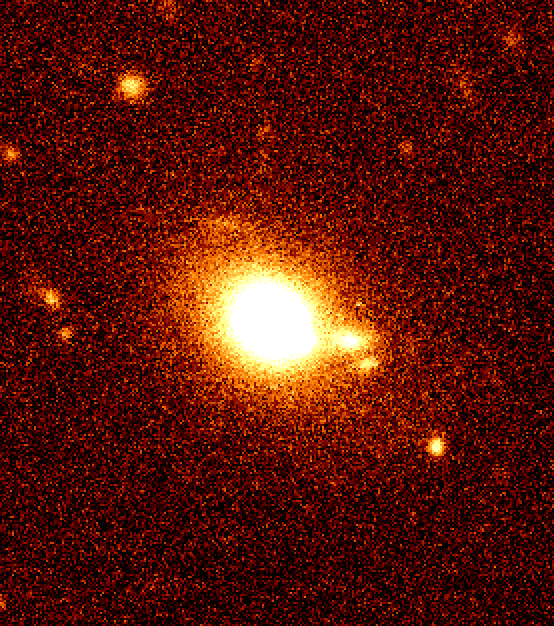
Objecte BL Lac H 0323+022 (z=0.147) per l'ESO NTT (filtre R). Es poden apreciar la galàxia hoste i els veïns.

Un objecte BL Lac o objecte BL Lacertae és un tipus de galàxia activa amb un nucli que rep aquest nom del seu prototip, BL Lacertae. A diferència d'altres tipus de nuclis de galàxies actives, els BL Lac es caracteritzen per una variabilitat de l'amplitud del flux molt gran i ràpida i la polarització òptica. A causa d'aquestes propietats originalment es va creure que el prototip de la classe (BL Lac) era una estrella variable.
Quan es compara amb altres nuclis actius més lluminosos (quàsars) de fortes línies d'emissió, els objectes BL Lac tenen un espectre dominat per un continu no termal.
En l'esquema unificat dels nuclis actius galàctics la fenomenologia nuclear dels BL Lacs s'interpreta pels efectes del doll relativista que apunta a l'observador. Es creu que els BL Lacs són intrínsecament idèntics a les radiogalàxies de baixa potència però amb el doll alineat amb la línia de visió de l'observador. Aquests nuclis actius estan allotjats en galàxies esferoïdals massives. Des del punt de vista de la classificació AGN els BL Lacs són un subtipus de blàzar. Tots els BL Lacs coneguts són associats amb fonts de ràdio de nuclis dominats, molts d'ells exhibint moviment superlumínic.
Alguns exemples d'objectes BL Lac són el mateix BL Lacertae, OJ 287, AP Librae, PKS 2155-304, PKS 0521-365, Markarian 421, 3C 371, W Com, ON 325 i Markarian 501.